# ShotCode

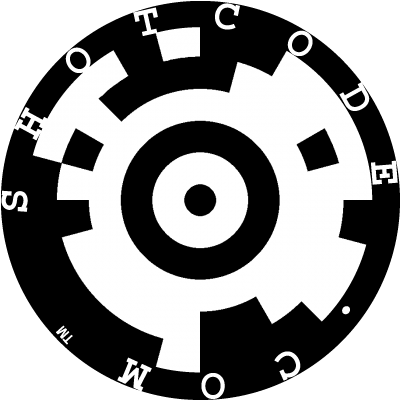
Beispiel eines ShotCodes

Der ShotCode ist ein von der University of Cambridge entwickelter kreisförmiger 2D-Code, der von (Handy-)Kameras erkannt und ausgewertet werden kann.

## Geschichte
Die ShotCode-Technologie wurde 1999 an der Cambridge Universität entwickelt. Zuerst wurde unter dem Namen SpotCode ein System geschaffen, das es ermöglicht, mit der Kamera eines Mobiltelefons einen runden Barcode zu erkennen. Im Jahr 2003 wurde die Firma High Energy Magic gegründet, die kommerziellen Nutzen aus den Forschungsergebnissen der Cambridge Universität ziehen sollte. High Energy Magic verkaufte die Technologie bereits 2005 komplett an OP3, die den Namen anschließend auf ShotCode änderte. Heineken war die erste Firma, die ShotCodes auf ihren Werbeplakaten nutzte.

## Anwendung
Der ShotCode besteht aus einem zentralen Punkt, der von barcodeähnlichen Ringen umkreist ist. Die Erkennungssoftware misst dabei den Abstand und den Winkel der Blöcke zum zentralen Punkt. Das so entstehende Bitmuster aus 49 Bit kann durch die runde Form aus jedem Winkel gelesen werden. Hierfür ist die Kamera eines Handys oder eine Webcam ausreichend.
Das Bitmuster wird dann an einen Server übertragen, der dem Code entsprechende Informationen (z. B. eine URL) zugeordnet hat und kann diese an den Client übertragen.